# Старая Муравьевка
Старая Муравьёвка — опустевшая деревня в составе Болдовского сельского поселения Рузаевского района Республики Мордовия.

## География
Находится на расстоянии примерно 19 км на запад-юго-запад от районного центра города Рузаевка.

## История
Известна с 1704 года. В 1869 году учтена как казенная деревня Инсарского уезда из 37 дворов.

## Население
Постоянное население составляло 2 человека (мордва-мокша 100 %) в 2002 году, 0 в 2010 году.